# Gladys Casely-Hayford
Gladys May Casely-Hayford, bút danh Aquah Laluah (11 tháng 5 năm 1904 - Tháng 10 năm 1950) là một nhà văn người Sierra Leonean sinh ra ở Bờ biển Vàng, con gái của Adelaide Casely-Hayford. Cô theo văn học ngôn ngữ Krio từ lúc đầu.
Cô học tại Gold Coast (Ghana) và xứ Wales, nhảy cho một ban nhạc jazz ở Berlin và trở về Châu Phi tham gia giảng dạy tại Trường dạy nghề dành cho nữ giới của mẹ cô ở Freetown. Những bài thơ đầu tiên của bà đã được xuất bản trong The Atlantic Weekly và The Philadelphia Tribune Những bài thơ này sau đó đã được phổ biến rộng rãi.

## Đầu đời và sự nghiệp
Gladys được sinh ra trong gia đình Casely-Hayford của Axim, Gold Coast vào ngày 11 tháng 5 năm 1904. Khi còn nhỏ, cô được biết đến với cái tên Aquah LaLuah, cô không thích sách giáo khoa hay số học nhưng lại là một mọt sách, ngấu nghiến hết cuốn Heroes của Charles Kingsley's từ trang đầu tiên đến trang cuối cùng khi mới có bảy tuổi. Từ khi còn là một cô bé, cô đã biết hát, nhảy và viết thơ. Do sự chăm chỉ của cô, cô có thể nói thành thạo tiếng Anh, Creole và Fante (ngôn ngữ của cha cô). Cô học tiểu học và trung học ở Gold Coast và chuyển đến Penrhos College, Colwyn Bay, xứ Wales, sau khi từ chối hai trường đại học mang tính cạnh trạnh khác để muốn trau dồi thêm khả năng viết lách. Gladys dừng việc học ở đó và đi chu du cùng một ban nhạc jazz Berlin như một vũ công. Cô cùng sống với họ trong một thời gian dài, nhưng đến năm 1932 ban nhạc có dấu hiệu tan rã và cô phải về nhà. Quay trở về nhà ở Châu Phi, cô dạy tại Trường dạy nghề dành cho nữ sinh của mẹ ở Freetown, Sierra Leone.

## Sự nghiệp
Acquah Laluah kết hôn với Arthur Hunter. Tại trường, cô giảng dạy Văn hóa dân gian châu Phi. Cô dựa vào những thông điệp thú cưng để truyền tải cho học sinh rằng người châu Phi bản địa không thua kém bất kỳ chủng tộc nào. Bởi vì những năm tháng sống bình đẳng giữa những người da trắng giúp cô nhận ra điều này. Những thông điệp bình đẳng chủng tộc có mặt khắp những tác phẩm thơ ca của cô. Những tác phẩm thơ ca của cô mang hơi hướng sâu sắc về nguồn gốc châu Phi và những nhà nhân học về thời kỳ phục hưng Harlem mà cô yêu thích. Hayford tràn đầy sự nhiệt thành và sự tự do trong chính bản thân cũng như trong cách viết lách của mình. Gladys May mang năng lượng và lòng tốt của mình đến từng câu chữ thơ ca. Gladys May không đứng trong mười người tài năng nhất vào thời điểm đó, nhưng cô đã viết lên những chủ đề được bàn luận hơn bất cứ ai. Nhiều bài thơ của cô đã khơi dậy sự tự do và niềm tự hào cho phụ nữ cũng như khắc họa xã hội hiện thực đương thời. Cô đã cho ra nhiều tác phẩm truyền cảm hứng mạnh mẽ; Những bài thơ đầu tiên của cô đã được xuất bản trên báo The Atlantic Weekly và The Philadelphia Tribune. Trong đó  "Nativity" (1927), "The Serving Girl" (1941) and "Creation" (1926) đã được rất nhiều người biết đến.

## Mất
Gladys May Casely-Hayford sống ở Freetown, Sierra Leone, trong phần lớn cuộc đời. Cô chuyển đến Accra, nơi gia đình của cha cô sống, năm 1950 cô qua đời vì bệnh sốt đen. Cô có một con trai, Kobina Hunter (sinh năm 1940), một kỹ sư và một con trai riêng. Cháu gái lớn của cô, P. D. Casely Hayford cũng là một nhà văn nhiều tác phẩm.

## Tác phẩm
- Take'Um So, 1948 (poetry)